# Anne Dallas Dudley
Anne Dallas Dudley (nascida Annie Willis Dallas; 13 de novembro de 1876 – 13 de setembro de 1955) foi uma proeminente ativista no movimento sufragista nos Estados Unidos. Após fundar a Liga pela Igualdade de Sufrágio de Nashville e servir como sua presidenta, avançou no comando do movimento, atuando como presidenta da Associação do Tennessee pela Igualdade de Sufrágio e, em seguida, como terceira vice-presidenta da Associação Estadunidense pelo Sufrágio Feminino, onde ela ajudou a liderar os esforços para obter a ratificação do direito de voto às mulheres em todo o país. Ela é especialmente conhecida por sua bem-sucedida campanha para ratificar o direito de voto no Tennessee, que foi decisivo para nacionalizar o sufrágio feminino em todo o país.

## Início da vida e da família
Anne Dallas Dudley nasceu como Annie Willis Dallas, em Nashville, Tennessee, em 1876, numa família de elite. Seu pai, Trevanion B. Dallas mudou-se para Nashville, em 1869, e estabeleceu-se como empresário na indústria têxtil. Seu avô, Alexander J. Dallas, tinha sido um contra-almirante da Marinha dos EUA, enquanto seu irmão, George M. Dallas, serviu como vice-presidente dos Estados Unidos sob James K. Polk.
Annie Dallas estudou no Seminário de Ward e no Colégio Price para Moças, em Nashville. Em 1902, casou-se com Guilford Dudley (1854-1945), um banqueiro e um corretor de seguros. Juntos eles tiveram três filhos, Ida Dallas Dudley (1903-1904), que morreu na infância, Trevania Dallas Dudley (1905-1924) e Guilford Dudley, Jr. (1907-2002).

## Movimento sufragista
Alguns anos depois de casada, Anne Dallas Dudley envolveu-se no movimento da temperança, apoiando a proibição. Através de seu trabalho no movimento de temperança, Dudley ficou convencida de que a condição das mulheres na sociedade só poderia ser melhorada quando as mulheres fossem autorizadas a votar. Mas encontrou resistência inicial a sua reivindicação.

"Nunca encontrei um homem ou mulher que rejeitasse a ideia de que a tributação sem representação fosse uma tirania. Nunca encontrei um traidor do tipo que acredita que nosso governo não deve basear-se no consentimento do povo. Trata-se de um governo do, para e pelo povo; apenas a lei impede que as mulheres sejam povo."

— Anne Dallas Dudley, 1913
Em setembro de 1911, Dudley e outras mulheres reuniram-se e fundaram a Liga pela Igualdade de Sufrágio de Nashville, uma organização dedicada a construir apoio local para o sufrágio das mulheres enquanto "em silêncio e serenamente, evitando métodos militantes". Dudley foi escolhida como a primeira presidenta da organização.

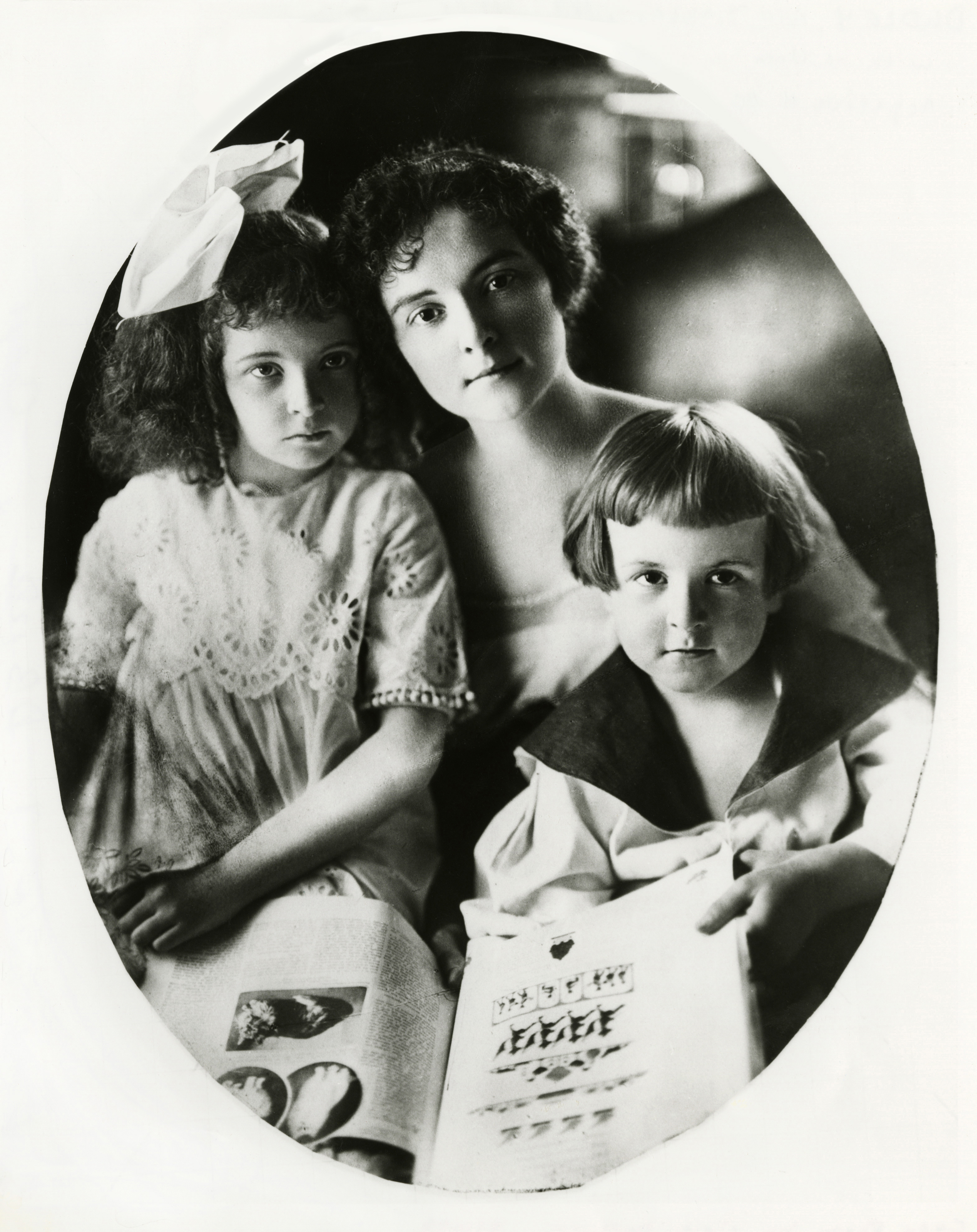
Esta fotografia de Dudley com seus filhos foi amplamente divulgada como material pelo sufrágio, em um esforço para combater os estereótipos de que as sufragistas eram radicais.

Depois de servir como presidenta da liga local por quatro anos, Dudley foi eleita para chefiar a Associação do Tennessee pela Igualdade de Sufrágio em 1915. Durante esse tempo, ela ajudou a introduzir e fazer lobby para uma emenda pelo sufrágio à constituição do estado. Embora a emenda tenha sido derrotada, mais tarde uma medida para dar às mulheres o direito ao voto em eleições presidenciais e nas eleições municipais foi finalmente aprovada pela assembléia legislativa do estado, em 1919.
Em 1917, Dudley se tornou a terceira vice-presidenta do Associação Estadunidense pelo Sufrágio Feminino, onde contribuiu significativamente para o avanço da legislação sobre a questão do sufrágio das mulheres. Em 1920, Dudley, juntamente com Catherine Talty Kenny e Abby Crawford Milton, liderou a campanha, no Tennessee, para aprovar a ratificação de uma emenda constitucional garantindo o sufrágio feminino. No dia 18 de agosto, Tennessee tornou-se  36ª estado a ratificar a emendo, dando às mulheres o direito ao voto em todo o país.
Dudley morreu inesperadamente em 13 de setembro de 1955, de uma oclusão coronária em sua casa, na Belle Meade, Tennessee. Ela tinha 78 anos de idade. Ela foi enterrada em Nashville.

## Legado
O legado de Dudley foi homenageado em inúmeras formas. Ela é uma das três mulheres de destaque no Memorial de Tennessee pelo Sufrágio Feminino em Knoxville, Tennessee, juntamente com Lizzie Crozier French de Knoxville, e Elizabeth Avery Meriwether de Memphis. Ela faz parte dos nativos do Tennessee em destaque no Capitólio do Estado de Tennessee. Há também um marco histórico no Parque Centenário de Nashville dedicado a ela. Dudley está desde 1995 no National Women's Hall of Fame.